# Crystals
«Crystals» es un sencillo de Of Monsters and Men publicado el 16 de marzo de 2015 perteneciente al segundo álbum del grupo islandés Beneath the Skin. El trabajo artístico del sencillo y del álbum fue realizado por Leif Podhajsky.

## Posicionamiento
| Lista (2015)           | Posición position |
| ---------------------- | ----------------- |
| Lagalistinn (Islandia) | 1                 |
| ARIA (Australia)       | 94                |